# 卡瓦莱塞
卡瓦莱塞（義大利語：Cavalese），是意大利特伦托自治省的一个市镇。总面积45平方公里，人口4014人，人口密度89.2人/平方公里（2009年）。ISTAT代码为022050。